# اتفاق التحالف

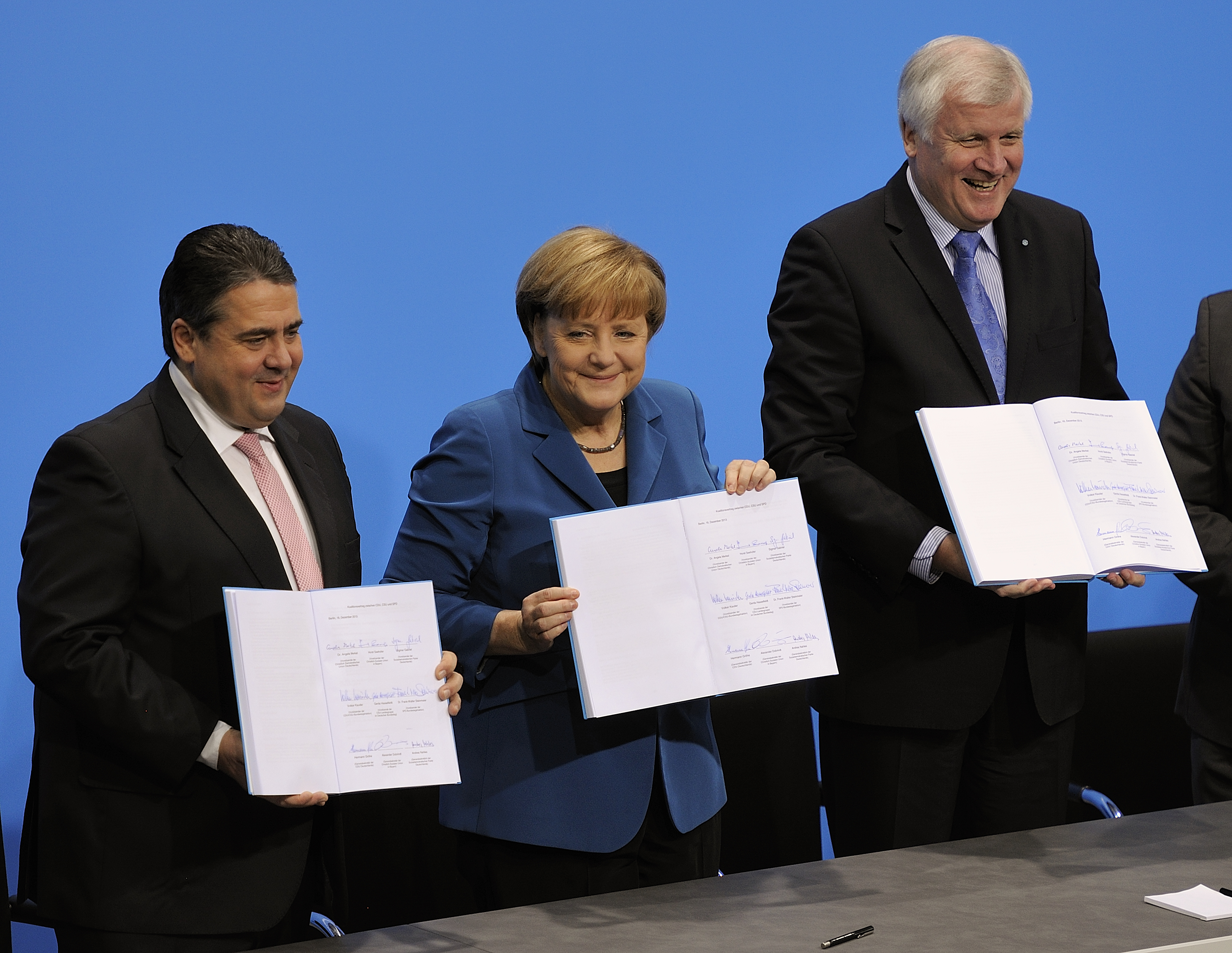

في الديمقراطيات متعددة الأحزاب، يعد اتفاق التحالف اتفاقًا بين الأحزات التي ستشكل مجلس الوزراء. ويدون هذا الاتفاق أهم الأهداف والأغراض من مجلس الوزراء. وعادة ما يضع تلك الاتفاقات قادة الأحزاب البرلمانية.

## أمثلة
- اتفاق تحالف الديمقراطيين الليبراليين والمحافظين (المملكة المتحدة, 2010)
- ويلز واحدة (ويلز, المملكة المتحدة, 2008)